# Euploea monilifera
Euploea monilifera är en fjärilsart som beskrevs av Moore 1883. Euploea monilifera ingår i släktet Euploea och familjen praktfjärilar. Inga underarter finns listade i Catalogue of Life.